# Телеозавриды
Телеозавриды (лат. Teleosauridae) — семейство вымерших морских крокодиломорф из подотряда талаттозухий (Thalattosuchia), живших в юрском и меловом периодах.
Отдельные кости и полные скелеты телеозаврид и близких к ним видов: мистриозавра и пелагозавра — встречаются в хорошо сохранившемся состоянии под слоем ила и глины во Франции, Германии и Англии.

## Описание
По внешнему виду сходны с современным гавиалом, от которого отличаются главным образом наличием брюшного панциря и двояковогнутыми позвонками. Как и гавиалы, телеозавриды прежде всего выделяются удлинённой узкой мордой, усаженной острыми зубами, на самом конце которой находятся соединённые ноздри.  
Туловище телеозаврид было покрыто костяными щитками, располагающимися двумя продольными рядами на спине, тогда как на брюхе сплошной панцирь состоял из нескольких рядов более мелких костяных пластинок. Телеозавриды обладали сильным длинным хвостом, что обусловлено их преимуществено водным образом жизни, в то же время передние конечности у них были слабо развиты, что затрудняло их перемещение на суше.
Взрослые телеозавриды достигали длины в 6 метров, что сравнимо с длиной крупнейших современных гавиалов.

## Роды
| Род             | Эпоха                    | Места находок | Примечание                        | Синонимы |
| --------------- | ------------------------ | ------------- | --------------------------------- | -------- |
| † Adrianavoay   | Ранняя юра               | Африка        |                                   |          |
| † Aeolodon      | Ранняя юра               | Европа        |                                   |          |
| † Machimosaurus | Поздняя юра — ранний мел | Африка Европа |                                   |          |
| † Mycterosuchus | Ранняя юра               | Европа        |                                   |          |
| † Mystriosaurus | Ранняя юра               | Европа        |                                   |          |
| † Peipehsuchus  | Ранняя юра               | Азия          | Возможно, не является телеозавром |          |
| † Pelagosaurus  | Ранняя юра               | Европа        |                                   |          |
| † Platysuchus   | Ранняя юра               | Европа        |                                   |          |
| † Sericodon     | Ранняя юра               | Европа        |                                   |          |
| † Steneosaurus  | Ранняя юра               | Европа        |                                   |          |
| † Teleosaurus   | Средняя юра              | Европа        |                                   |          |